# Nyárai Antal
Nyárai Antal; Nyáray, született Eckstein Ármin (Nagyenyed, 1868. április 13. – Budapest, Erzsébetváros, 1920. február 27.) színész.

## Életútja
Eckstein Ignác (Mór) és Munkácsi Janka fia. Apja gazdag gyáros volt, de tönkrement. Iskolái végzésével beiratkozott a Színiakadémiára, ahonnan azonban kicsapták. Ennek ellenére mégis a színi pályát választotta élete hivatásául és 1887 decemberében Rozsnyón kezdte meg működését. 1891-ben Zajonghy Elemér társulatának volt a tagja. 1893–94-ben Nagybányán, 1894–96-ban Csóka Sándor társulatánál Miskolcon, 1897-ben Szendrey Mihály társulatánál Pozsony, Sopron, Arad, Fiume, Hódmezővásárhely színpadjain működött. 1898. május 9-én a nagyváradi közönség előtt játszott, majd elszerződött a Népszínházhoz, ahol 1902. október 11-én mutatkozott be a Casanovában, amiről másnap a Pesti Hírlap ezt a kritikát írta: »Nagy és őszinte sikere volt még Nyárai Antalnak is, aki ma este mutatkozott be és úgyszólván egy csapásra meghódította a közönséget. Nyárai a magyar Girardi. Nemcsak arcvonásaiban és külső megjelenésében, hanem művészi egyéniségében is erősen emlékeztet a híres bécsi színészre. Minden szavában és mozdulatában kiváló intelligencia és ízlés nyilatkozik meg; sohasem keresi az olcsó hatásokat, mindig érdekes és előkelő. Amellett szépen énekel. Van timbrejében afféle Odryra emlékeztető, szívhez szóló sötét színezet is.«
1907–1908-ban a Modern Színház Kabaréhoz szerződött, 1908-ban a Bonbonniére Cabaretban, 1910–11-ben Szegeden működött özvegy Makó Lajosné társulatánál. 1913-ban hosszabb ideig vendégszerepelt a vidéken és a főváros különböző színpadjain. 1915-ben Bécsbe hívták. 1917-ben vendégként szerepelt a Király Színházban és az Apolló Kabaréban. 1918 decemberétől a Medgyaszay Színház tagja volt 1919. februárig. Innentől fogva vidéken és Bécsben vendégszerepelt, egészen 1920. február 27-én bekövetkezett haláláig. Az operettben utolsó sikereit a Király Színházban a Cigányprímásban és a bécsi Strauss-színházban a Csárdáskirálynőben aratta.
Az Erzsébet körút 34. szám alatti házban hunyt el influenza, tüdőlob következtében. Koporsója felett Vágó Béla, Géczy István, Rittka Ferenc, Magyari Lajos, és Zsoldos Andor mondtak gyászbeszédet. Sírkövét Incze Sándor szerkesztő emeltette, 1925. november 1-jén. Felesége Bíró Anna színésznő volt, akivel 1904. augusztus 11-én kötött házasságot Budapesten, a Józsefvárosban.
A Magyar színművészeti lexikon így jellemzi őt: "Azok közül a színészek közül való volt, akik bele tudnak feledkezni a szerepükbe, akik egész lelkükkel áttelepülnek a feladatukba. Kicsit el is komédiásodott, de jól illett neki. Az ábrázolásban nem annyira az igazságra, mint inkább a stilizálásra törekedett. Az énekrészek tolmácsolásánál kitűnően bánt melegszínű, hajlékony hangjával. Salis Rudolf sem álmodhatott különb kabaréelőadót nála. Ez a műfaj, amely az önkéntelenséget, a fölszabadítást jelenti a mesterkéltség alól, pompásan vágott az ő egyéniségéhez, aprólékosan részletező művészetéhez. [...] A magyar színikritika kötetekre menő írásokat szentelt Nyárainak. Benne legszerencsésebb találkozásban jutott a színészi értelem, az intenzív alkotni tudás, a figurális meglátás és egy nagy, mély emberi intelligencia, ami csak a legnagyobbakat jellemzi. Általában a mostani kifejlődött költői generációnak ideálja volt Nyárai. Akik jelentékeny szerephez jutottak, mind megállottak az ő nemes művészi alakjánál és letették eléje elismerésüket és csodálkozásukat. Mint ember közvetlen és megnyerő volt. Nem volt irigy, örült a kollégái sikerének és ötlettel, tanáccsal szívesen támogatta a fiatalabb színésznemzedéket. Pénzre, gazdagságra sohasem vágyott, nem is volt soha tele a tárcája, mint más, reálisabban gondolkozó népszerű színészeknek. A béke boldog éveiben hajnalig is elüldögélt a kedvenc kávéházában, a művészetről beszélt és nézte a csillagos eget. Ha egy kis szellő fújt, aggódva gyűrte fel a kabátja gallérját, — mert mindig a hangszálait féltette, büszke volt rá, hogy ő az egyetlen magyar komikus, akinek szép és meleg hangja is van. Különös tragikuma, hogy nagy óvatossága mellett, — amellyel magára, az egészségére vigyázott — éppen az 1920-as évben dühöngő spanyol járvány áldozata lett."

## Fontosabb színházi szerepei
- Mercutio (Shakespeare: Rómeó és Júlia)
- Tartuffe (Molière: Tartuffe)
- Bolond (Shakespeare: Lear király)
- Fegya (Tolsztoj: Élő holttest)
- Puzsér (Molnár Ferenc: A doktor úr)
- Pfefferkorn (Lehár Ferenc: Drótostót)
- Wurm, Kalb (Schiller: Ármány és szerelem)
- Celestin (Hervé: Nebáncsvirág)
- Dénes László (Dollárkirályné)
- Oswald (Ibsen: Kísértetek)

## Filmszerepei
- Az utolsó bohém (1913, szkeccs) - Vér Tóni, színész
- Az aranyásó (1914, szkeccs) - Jack
- Ágyú és harang (1915) - Gabriele D’Annunzio
- Mágia (1917) - Merlinusz gróf
- A gavallér fegyenc (1919, szkeccs)

## Színműve
- Senki, operett 3 felvonásban. Társszerző: Balla Miklós. Zenéjét szerezte: Barna Izsó. Bemutató: 1903. november 14. Népszínház.

## Működési adatai
- 1888: Csóka Sándor
- 1889: Bogyó Alajos
- 1890: Zajonghy Elemér
- 1891: Szathmáry Károly
- 1893: Balogh Gyula
- 1894 nyara: Füredi Károly
- 1894–1895: Csóka Sándor
- 1896–1901: Leszkay András
- 1904–1906: Szendrey Mihály
- 1902–1904. május 4.: Népszínház
- 1907: a Modern Színház Kabaréja
- 1908: Bonbonier Kabaré
- 1909–1910: Szeged
- 1911: Pécs és a Délvidék
- 1913. január: Királyi Színház, Apolló Kabaré
- 1915: Royal Orfeum, Budai Színkör
- 1916: Bécs
- 1917–1918: Királyi Színház
- 1918. december 17.: Medgyaszai Színház
- 1919: Budapesti Színház
- 1919: Magyar Színház